# Les Mystères du cosmos
Les Mystères du Cosmos é uma série de documentários em 25 episódios de aproximadamente 10 minutos, foi ao ar a partir de 5 de abril de 2000.

## Sinopse
Esta série leva os espectadores sobre as origens e funcionamento do universo que fascina os homens há décadas. Esta enciclopédia é o estado visual de conhecimento e descobertas recentes sobre o espaço e astronomia, graças à computação gráfica, imagens científicas tomadas por satélites, e imagens de arquivo.

## Episódios
1. O Rei Sol
2. Mercúrio
3. Vênus
4. O Planeta Azul
5. A Lua
6. Marte
7. Júpiter
8. Saturno
9. Urano e Netuno
10. Os Cometas
11. Os Satélites
12. Os Limites do Espaço
13. Viver Lá Em Cima
14. Os Robôs Espaciais
15. Próximos Destinos
16. Os Pioneiros da Astronomia
17. Eclipses e Auroras
18. Impacto
19. A Magia da Luz
20. A Busca Pela Vida
21. A Via Láctea
22. O Olho do Hubble
23. O Infinito
24. Big Bang
25. Mergulhe Nos Buracos Negros

## Ficha Tecnica
- Autor: Martin Ives
- Diretor: David Taylor
- Narrador: Patrick Floersheim
- Duração: 25 x 10 Minutos
- Ano da produção: 1998
- Companhias de Produção: SYSTEM TV, York Films Limited

## Recompensa
Esta série foi premiada com o prémio para o melhor programa de rádio educativa Ouro Laurel e televisão do Senado em 1999.

## Vídeo
A série foi lançado em 2000 em caixa de cinco videocassetes e DVD edição em 2003.